# Seznam japonskih tenisačev
Seznam japonskih tenisačev.

## A
- Šuko Aojama

## D
- Taro Daniel
- Kimiko Date
- Misaki Doi

## E
- Misa Eguči

## H
- Majo Hibi
- Nao Hibino
- Eri Hozumi

## I
- Tacuma Ito

## K
- Miju Kato
- Hiroko Kuvata

## M
- Ben McLachlan
- Šintaro Močizuki
- Hiroki Morija
- Ajumi Morita

## N
- Džunri Namigata
- Kurumi Nara
- Takuto Niki
- Makoto Ninomija
- Kei Nišikori
- Jošihito Nišioka

## O
- Ajumi Oka
- Akiko Omae
- Mari Osaka
- Naomi Osaka
- Risa Ozaki

## S
- Akira Santillan
- Naoko Savamacu
- Erika Sema
- Jurika Sema
- Go Soeda
- Ai Sugijama
- Juiči Sugita
- Takao Suzuki

## Š
- Ena Šibahara
- Šo Šimabukuro

## T
- Juki Takamura
- Sacuki Takamura

## U
- Jasutaka Učijama

## V
- Josuke Vatanuki